# 氦-3
氦-3，是氦的同位素之一，元素符號為3He。它的原子核由二顆質子和一顆中子所組成。是穩定同位素。其相對豐度是0.000137%。月球表面的風化層（表皮土）富含著大量的氦-3。

## 用途和分布
因為使用氦-3的熱核反應爐中沒有中子产生（純氦-3融合熱核反應只會產生带正电的質子），故使用氦-3作為能源時不會產生无法屏障的輻射，不會為環境帶來危害。而且在核聚变反应中，氢的三种同位素与氦-3聚变释放出的能量是所有核聚变反应中最大的。因此氦-3是核聚变最理想的燃料。但是因為地球上的氦-3儲量稀少，無法大量用作能源。氦-3通常在无大气层或者大气极其稀薄、磁场不能太强并离恒星较近的天体中相对分布较多，这是因为恒星风中的氕核与氘核聚变生成的氦-3容易被抛射到行星表面土层上。而根據月球探測的結果，月球上的氦-3含量估計約100萬噸以上。预计水星的氦-3资源约为月球的9倍。
1995年，伽利略号探测器直接将探头伸入木星大气，进行质谱分析的结果表明：氦-3与氦-4的比例约为1:10000。太阳大气中的氦-3仅占其氦元素的0.0142%。

## 有關科幻作品
- 宇宙世紀科技列表
- 鋼鐵蒼穹
- 月亮的距離
- 機動戰士GUNDAM系列
- LIMIT 極限 小說
- 太空使命